# Винхаузен
Винхаузен (њем. Wienhausen) општина је у њемачкој савезној држави Доња Саксонија. Једно је од 24 општинска средишта округа Целе. Према процјени из 2010. у општини је живјело 4.188 становника. Посједује регионалну шифру (AGS) 3351022.

## Географски и демографски подаци
Винхаузен се налази у савезној држави Доња Саксонија у округу Целе. Општина се налази на надморској висини од 42 метра. Површина општине износи 40,4 km². У самом мјесту је, према процјени из 2010. године, живјело 4.188 становника. Просјечна густина становништва износи 104 становника/km².

## Међународна сарадња
| Мјесто   | Држава    | Врста сарадње | Од    |
| -------- | --------- | ------------- | ----- |
| Стевринг | Данска    | пријатељство  | 1997. |
|          | Пољска    | пријатељство  | 1998. |
|          | Француска | партнерство   | 1985. |
| Довил    | Француска | партнерство   | 1987. |
| Извор    |           |               |       |